# ریو کاتسوجی
ریو کاتسوجی (انگلیسی: Ryo Katsuji؛ زادهٔ ۲۰ اوت ۱۹۸۶) بازیگر اهل ژاپن است. وی از سال ۲۰۰۰ میلادی تاکنون مشغول فعالیت بوده‌است.
از فیلم‌ها یا برنامه‌های تلویزیونی که وی در آن نقش داشته‌است می‌توان به هتل نقاب پوشان اشاره کرد.